# Alex Capus

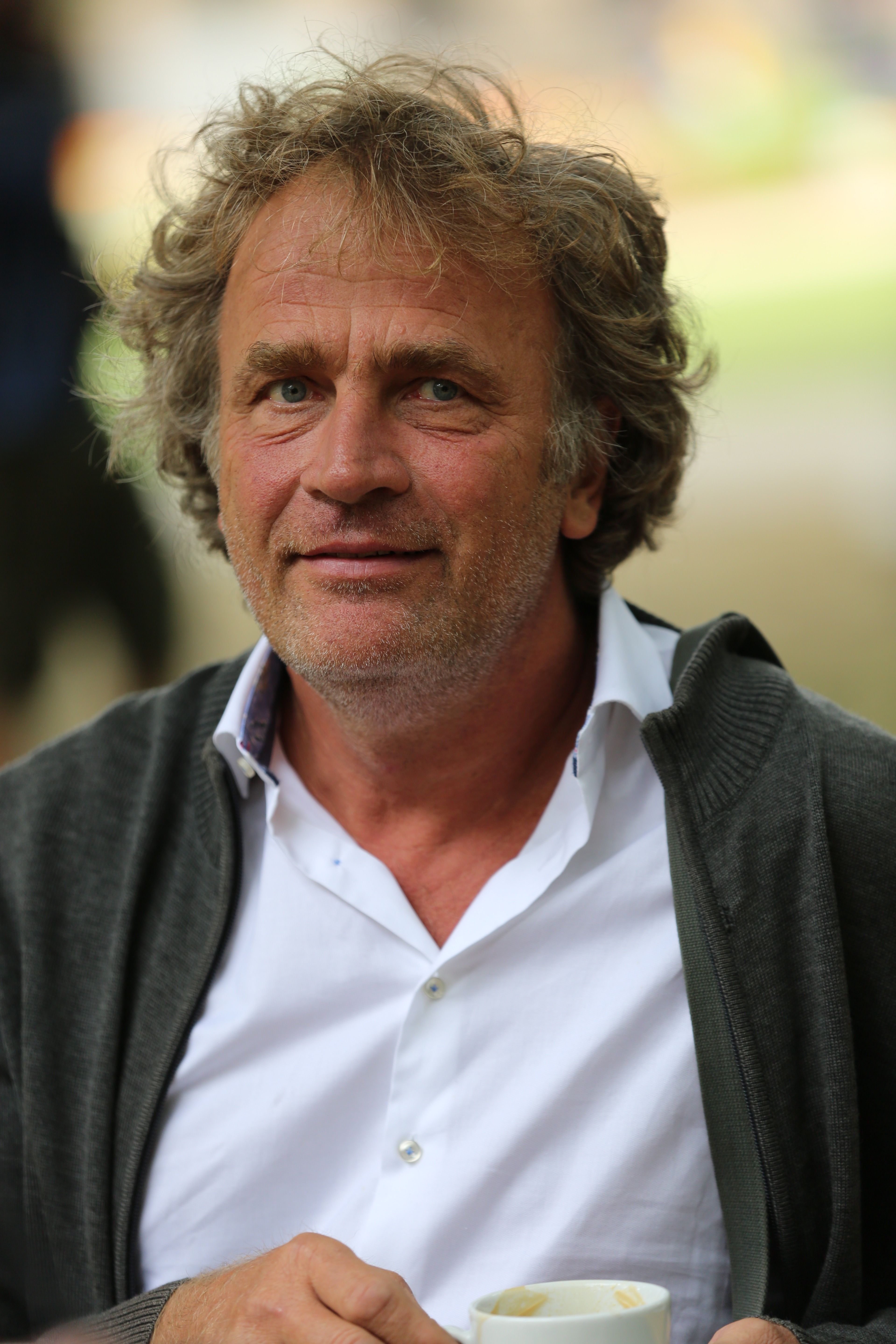
Alex Capus (2018)

Alex Capus [kapy] (* 23. Juli 1961 als Alexandre Michel Ernest Capus in Mortagne-au-Perche, Frankreich) ist ein Schweizer Schriftsteller.

## Leben
Alexandre «Alex» Capus wurde in der Normandie als Sohn eines Franzosen und einer Schweizerin geboren. Er verbrachte die ersten fünf Lebensjahre in Paris bei seinem Grossvater, der Polizeichemiker am Quai des Orfèvres war. 1966 zog er mit seiner Mutter nach Olten in der Schweiz.
Er studierte an der Universität Basel Geschichte, Philosophie und Ethnologie und arbeitete daneben (von ca. 1986 bis 1995) bei diversen Schweizer Tageszeitungen als Journalist. Vier Jahre hindurch war er als Inlandredaktor bei der Schweizerischen Depeschenagentur in Bern tätig.
Alex Capus lebt heute als freier Schriftsteller in Olten. Der französisch-schweizerische Doppelbürger ist verheiratet mit Nadja Capus und Vater von fünf Söhnen. Von November 2009 bis April 2012 war er Präsident der Sozialdemokratischen Partei Oltens.

## Werk
Capus veröffentlichte 1994 Diese verfluchte Schwerkraft. 1997 erschien Munzinger Pascha, eine «klassische» Erzählung. Bereits in diesem Roman bezieht sich Capus auf geschichtliche Ereignisse und auf den Schweizer Afrikaforscher Werner Munzinger. Das Buch ist eine Art literarisierte Biographie.
1998 folgte Eigermönchundjungfrau mit 19 Kurzgeschichten.
2001 erschien mit Mein Studium ferner Welten eine weitere Sammlung Kurzgeschichten, die nun durch die Protagonisten miteinander verbunden sind.
Als Nächstes veröffentlichte Capus mit Fast ein bißchen Frühling 2002 eine Mischung aus Dokumentation und Erzählung. Er beschreibt darin die Geschichte von Kurt Sandweg und Waldemar Velte aus Wuppertal, die der Herrschaft des NS-Regimes entkommen wollen. Nachdem sie eine Bank ausgeraubt haben, führt sie ihre Flucht jedoch nur bis Basel, wo sie sich in eine Beziehung mit einer ortsansässigen Frau verwickeln. Nach einer langen Jagd durch die Polizei werden die beiden schliesslich in die Enge getrieben, sie bringen sich jedoch um, bevor sie verhaftet werden können.
2003 erschien das Buch Glaubst du, daß es Liebe war?, das die alltäglichen Gefilde der vorigen Werke – ausser Munzinger Pascha spielen alle seine bis dahin erschienenen Bücher in der alltäglichen Schweiz – verlässt.
2004 erschien 13 wahre Geschichten, eine Sammlung von historischen Miniaturen.
2005 erschien der Tatsachenroman Reisen im Licht der Sterne, in dem Capus in detektivischer Kleinarbeit Robert Louis Stevensons Odyssee durch die Südsee verfolgt. Er schildert dessen Ehe- und Familiendramen im Dschungel Samoas und seinen beschwerlichen Alltag im vermeintlichen Inselparadies. Schliesslich gelangt Capus zur Überzeugung, dass der schottische Dichter und Verfasser der Schatzinsel die letzten Jahre seines Lebens nur deshalb in der Südsee verbrachte, weil er selbst auf Tafahi, einer kleinen Nachbarinsel Samoas, auf Schatzsuche war. Das Werk wurde ins Englische, Italienische, Spanische und Portugiesische übersetzt.
2006 veröffentlichte Capus die Porträtsammlung Patriarchen, in der er zehn grosse Firmengründer wie Henri Nestlé, Rudolf Lindt, Julius Maggi oder Carl Franz Bally porträtiert. Er sucht jeweils nach dem einen Augenblick, in dem sich ihre Idee kristallisierte, fragt nach den geschichtlichen und gesellschaftlichen Umständen, unter denen sie zu weltweiter Wirtschaftsmacht aufstiegen, und zeigt auf, dass unternehmerische Abenteuer stets auch mit menschlichen Wagnissen, enttäuschten Hoffnungen und familiären Tragödien verbunden sind.
2007 erschien sein Roman Eine Frage der Zeit. Capus erzählt darin die auf authentischen Ereignissen basierende, abenteuerliche Geschichte dreier norddeutscher Werftarbeiter, die 1913 beauftragt werden, das Dampfschiff Goetzen in seine Einzelteile zu zerlegen und im kolonialen Afrika, am Tanganjika-See, wieder zusammenzusetzen. Als der Erste Weltkrieg ausbricht, werden aus den am gegenüberliegenden Ufer stationierten Belgiern und Briten plötzlich Feinde. Keiner will, aber jeder muss Krieg führen, denn alle sind sie Gefangene ihrer Zeit. Der Roman war in Deutschland ein grosser Erfolg, verkaufte sich über 70'000mal und wurde ins Englische, Niederländische, Norwegische, Hebräische, Japanische und Griechische übersetzt.
Im September 2007 erschien im Magazin ein Artikel über den Schweizer Ballonpionier und Fotografen Eduard Spelterini. Die ungekürzte Ausgabe des Texts erschien im Bildband Eduard Spelterini – Fotografien des Ballonpioniers.
Sein Band Der König von Olten von 2009 vereinigt Kurzgeschichten mit viel Lokalkolorit aus seiner Heimatstadt. Die Titelfigur ist ein schwarzweisser Kater namens «Toulouse».
In Léon und Louise, einem Roman, der im Februar 2011 erschien, erzählt Capus, an die Lebensgeschichte seines Grossvaters väterlicherseits angelehnt, die Liebesbeziehung zwischen Léon und Louise. In einer Art Dreiecksbeziehung, die schwerpunktmässig während des Ersten Weltkriegs in der Normandie und während des Zweiten Weltkriegs in Paris spielt, gelingt es Léon nur äusserlich, sich von seiner ewigen und doch unerreichbaren Liebe zu Louise zu lösen. Capus wurde für dieses Buch für den Deutschen Buchpreis 2011 nominiert.
Neben seiner eigenen schriftstellerischen Arbeit hat Capus vier Romane von John Fante und den US-amerikanischen Kultroman A Confederacy of Dunces (Die Verschwörung der Idioten) von John Kennedy Toole ins Deutsche übersetzt.

## Auszeichnungen
- 1995: Literaturpreis Regiobank Solothurn
- 1996: Werkjahr des Kantons Solothurn
- 1998: Werkjahr Pro Helvetia
- 1998: Förderpreis des Kulturkreises der deutschen Wirtschaft im BDI
- 2005: Förderpreis des Kantons Solothurn
- 2005: Anerkennungspreis der Stadt Olten
- 2020: Kunstpreis des Kantons Solothurn
- 2021: Kulturpreis der Stadt Olten[5]

## Werke
- Diese verfluchte Schwerkraft. Erzählungen. Editions des copains, Olten 1994. (Selbstverlag)
  - Neuausgabe in: Eigermönchundjungfrau. Geschichten. Diogenes, Zürich 1998; dtv, München 2004, ISBN 3-423-13227-2.
- Munzinger Pascha. Roman. Diogenes, Zürich 1997; dtv, München 2003, ISBN 3-423-13076-8.
- Mein Studium ferner Welten. Ein Roman in 14 Geschichten. Residenz, Salzburg 2001; dtv, München 2003, ISBN 3-423-13065-2.
- Fast ein bißchen Frühling. Roman. Residenz, Salzburg 2002; Hanser, München 2012, ISBN 978-3-446-23917-3.
- Glaubst du, daß es Liebe war? Roman. Residenz, Salzburg 2003; dtv, München 2005, ISBN 3-423-13295-7.
- 13 wahre Geschichten. Historische Miniaturen. Deuticke, Wien 2004; dtv, München 2006, ISBN 3-423-13470-4.
- Reisen im Licht der Sterne. Eine Vermutung. Roman. Knaus, München 2005; dtv, München 2016, ISBN 978-3-423-14531-2.
- Patriarchen. Zehn Portraits. Knaus, München 2006; dtv, München 2017, ISBN 978-3-423-14597-8.[6]
- Eine Frage der Zeit. Roman. Knaus, München 2007; dtv, München 2018, ISBN 978-3-423-14663-0.
- Himmelsstürmer. Zwölf Portraits. Knaus, München 2008; dtv, München 2019, ISBN 978-3-423-14710-1.[7]
- Etwas sehr, sehr Schönes. Erzählungen. dtv, München 2009, ISBN 978-3-423-08224-2.
- Der König von Olten. Erzählungen. Knapp, Olten 2009, ISBN 978-3-905848-17-5.
- Das Treffen in Brakel. Sie haben es in der Hand. Sechs Kurzgeschichten. Callwey, München 2010, ISBN 978-3-7667-1870-9.
- Léon und Louise. Roman. Hanser, München 2011; dtv, München 2015, ISBN 978-3-423-25363-5.
- Der König von Olten kehrt zurück. Erzählungen. Knapp, Olten 2011, ISBN 978-3-905848-39-7.
- Skidoo. Erzählung. Hanser, München 2012, ISBN 978-3-446-24084-1.
- Der Fälscher, die Spionin und der Bombenbauer. Roman. Hanser, München 2013; dtv, München 2015, ISBN 978-3-423-14374-5.
- Mein Nachbar Urs. Geschichten aus der Kleinstadt. Hanser, München 2014; dtv, München 2015, ISBN 978-3-423-14449-0.
- Das Leben ist gut. Roman. Hanser, München 2016; dtv, München 2018, ISBN 978-3-423-14631-9.
- Königskinder. Roman. Hanser, München 2018; dtv, München 2020, ISBN 978-3-423-14745-3.
- Als Gottfried Keller im Nebel den Weg nach Hause nicht mehr fand. Dreiunddreissig Geschichten aus zweiundzwanzig Jahren. Knapp, Olten 2020, ISBN 978-3-906311-73-9.
- Der König von Olten. Die Kleinstadt lauert überall. Dtv, München 2020, ISBN 978-3-423-14774-3.
- Susanna. Roman. Hanser, München 2022, ISBN 978-3-446-27396-2. (Biografischer Roman über Caroline Weldon.)
- Das kleine Haus am Sonnenhang. Hanser, München 2024, ISBN 978-3-446-27941-4.

### Übersetzungen
- John Fante: Ich – Arturo Bandini. Goldmann, München 2003, ISBN 3-442-54185-9.
- John Fante: Warte bis zum Frühling, Bandini. Goldmann, München 2004, ISBN 3-442-54196-4.
- John Fante: Warten auf Wunder. Goldmann, München 2006, ISBN 3-442-46122-7.
- John Fante: 1933 war ein schlimmes Jahr. Blumenbar, Berlin 2016, ISBN 978-3-351-05031-3.
- John Kennedy Toole: Die Verschwörung der Idioten. Klett-Cotta, Stuttgart 2011, ISBN 978-3-608-93900-2.
- James M. Cain: Der Postbote klingelt immer zweimal. Kampa, Zürich 2018, ISBN 978-3-311-12001-8.